# Jean Goujon (kolarz)
Jean Georges Goujon (ur. 21 kwietnia 1914 w Paryżu, zm. 28 kwietnia 1991 w Chaville) – francuski kolarz szosowy i torowy, złoty medalista olimpijski.

## Kariera
Największy sukces w karierze Jean Goujon osiągnął w 1936 roku, kiedy wspólnie z Robertem Charpentierem, Rogerem Le Nizerhym i Guyem Lapébie zdobył złoty medal w drużynowym wyścigu na dochodzenie podczas igrzysk olimpijskich w Berlinie. Na tych samych igrzyskach wystartował również w konkurencjach szosowych. Indywidualnie zajął szesnastą pozycję, co było najsłabszym wynikiem wśród Francuzów. W klasyfikacji drużynowej jego wynik nie był liczony i, mimo zwycięstwa Francuzów, Goujon złotego medalu nie otrzymał. Ponadto w 1933 roku zwyciężył w wyścigu Paryż – Reims, a w 1937 roku był najlepszy na trasie Paryż-Reims-Verdun. Nigdy nie zdobył medalu na szosowych ani torowych mistrzostwach świata.